# Mirosternus parvulus
Mirosternus parvulus är en skalbaggsart som beskrevs av Perkins 1910. Mirosternus parvulus ingår i släktet Mirosternus och familjen trägnagare. Inga underarter finns listade i Catalogue of Life.